# Smyslná touha
Smyslná touha (v originále Saudade – Sehnsucht) je německý televizní film z roku 2003, který režíroval Jürgen Brüning podle vlastního scénáře. Film popisuje osudy tří kamarádů v Brazílii. Snímek měl premiéru 14. dubna 2003. Film v ČR vyšel na DVD v roce 2009.

## Děj
Cyrus, Tim a Erik jsou přátelé, kteří pocházejí z Německa a bydlí v domě na pláži v Brazílii ve městě Paraty. Dům patří Cyrusovu otci a Tim s Erikem jsou zde na návštěvě. Společně se koupou, plachtí a natáčejí erotické záběry pro internet, aby si vydělali nějaké peníze navíc. Tim je posedlý hudbou a Maria, která se stará o domácnost, ho seznámí s místní kapelou. Cyrus se snaží najít svoji matku, která je Brazilka a s otcem již mnoho let nežije. Erik se jednoho večera na pláži popere s místním mladíkem, který se při rvačce zraní a zemře. Jeho tělo je nalezeno až po několika dnech v moři. Eric o několik dní později potká mladíka Miguela, který hraje v telenovele, na kterou se Erik dívá v televizi a zamilují se do sebe. Erik pátrá po osudech mrtvého a zjistí, že Miguel je jeho bratr.

## Obsazení
| Hendrik Scheider              | Erik            |
| Aldri Anunciação              | Miguel          |
| Tarik Qazi                    | Cyrus           |
| Daniel Bätscher               | Tim             |
| Maria Lucia da Silva Ludwig   | Maria           |
| Marilza da Cruz Pinto Gregião | Angela          |
| Zezé Motta                    | Miguelova matka |